# 石膏 (骨科)
石膏又稱石膏繃帶，是一種醫用固定材料，通常由灰泥或玻璃钢制成，當一個人骨折時，醫生會將石膏包在患者骨折的地方，目的是固定住患者的骨骼。石膏的功能与夹板相似。患者骨骼恢復後，患者身上的石膏可以拆下。

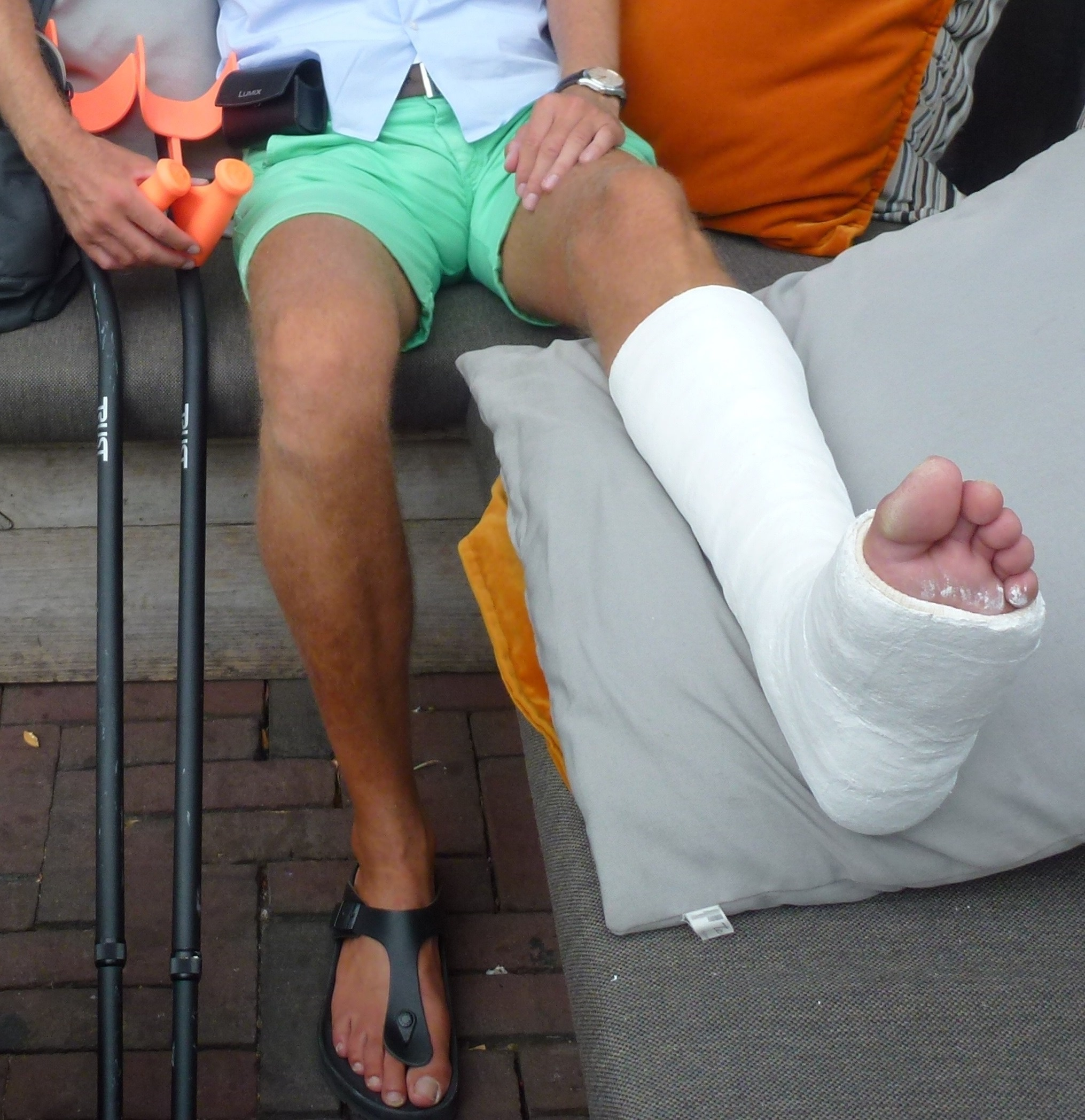
巴黎一位打石膏的男子

## 外部連結
- Plaster Casts & Sam's injury （页面存档备份，存于） at The Periodic Table of Videos (University of Nottingham)